# Укон (озеро)
Укон — озеро на территории Валдайского сельского поселения Сегежского района Республики Карелии.

## Общие сведения
Площадь озера — 1,2 км². Располагается на высоте 89,8 метров над уровнем моря.
Форма озёр продолговатая: вытянуто с северо на юго. Берега полностью заболоченные.
Из северной оконечности озера вытекает безымянный ручей, втекающий в Выгозеро.
Код объекта в государственном водном реестре — 02020001211102000006941.